# Свендсен, Ларс
Ларс Свендсен (род. 16.09.1970) — норвежский философ и писатель. Профессор кафедры философии Университета Бергена, Норвегия. Автор нескольких эссе-исследований. Научная деятельность Л. Свендсена посвящена изучению философии Иммануила Канта, он также считается специалистом в философии Мартина Хайдеггера. Его книги переведены уже на 22 языка мира,.

## Творчество
Ларс Свендсен является автором следующих произведений:
- «Философия скуки» (2005),
- «Мода: философия» (2006),
- «Философия страха» (2008),
- «Философия зла» (2010)
- «Философия свободы» (2014)
- «Философия одиночества» (2017)
- «Философия философии» (2018)